# Eleocharis brassii
Eleocharis brassii là loài thực vật có hoa trong họ Cói. Loài này được S.T.Blake mô tả khoa học đầu tiên năm 1937 publ. 1938.